# Hércules y el toro de Creta
Hércules y el toro de Creta, o Hércules lucha con el toro de Creta es un lienzo realizado por Francisco de Zurbarán. Pertenece a una serie pictórica sobre los trabajos de Hércules.

## Introducción
Entre julio y noviembre de 1634, Zurbarán realizó un importante encargo para el Salón de Reinos del palacio del Buen Retiro, que incluía una serie de diez cuadros dedicados a los doce trabajos de Hércules. A causa del espacio disponible, Zurbarán solamente realizó diez lienzos, si bien incluyó la Muerte de Hércules —o Hércules abrasado por la túnica del centauro Neso— que no forma parte de los tradicionales "trabajos de Hércules". Este conjunto de lienzos pretendía exaltar las virtudes de la Casa de Austria, presentando al monarca reinante como a un Hércules cristiano.

## Tema de la obra
Según la mitología griega, el rey Minos de Creta prometió ofrecer un sacrificio a Poseidón, quien —para tal fin — hizo emerger del mar a un magnífico toro. Pero Minos no sacrificó al formidable animal, sino que lo llevó a sus establos como semental. Poseidón, enfurecido, hizo que la reina Pasífae copulara con el animal, dando a luz a un monstruo: el minotauro. Minos autorizó a Hércules para capturar al toro de Creta, al que ahora consideraba un animal infame. Hércules lo encontró y consiguió dominarlo, llevándolo vivo hasta Micenas, donde Euristeo lo quiso ofrecer en sacrificio a Hera, quien lo rechazó, por lo que Euristeo lo dejó libre. El toro siguió causando estragos, hasta que finalmente Teseo consiguió matarlo en la llanura de Maratón.

## Análisis de la obra

### Datos técnicos y registrales
- Madrid, Museo del Prado; N º. de inventario P001245;[4]
- Pintura al óleo sobre lienzo;
- Medidas: 133 x 152 cm
- Datación: ca.1634; Restaurado en 1967;
- Consta con la referencia 78 en el catálogo de O. Delenda, y con el número 140 por Tiziana Frati.[5]

### Descripción de la obra
Como en los otros lienzos de la serie, sorprende el rostro y el aspecto general —poco "heroicos"— de Hércules que, sin embargo, concuerdan con ciertos escritos de contemporáneos de Zurbarán sobre mitología. El tono altivo del héroe y el sumiso del animal evidencian el programa previsto por el conde-duque de Olivares: de la misma forma que Hércules controló la fuerza bruta del toro, un gobernante inteligente y poderoso puede apaciguar el desorden de su reino. La figura de Hércules —fuertemente iluminada— sigue la misma disposición que las figuras de toda la serie, centrando la composición, y dominando el espacio circundante. Su rostro queda en la penumbra, y su figura —aunque está bien resuelta— no queda bien relacionada con la del toro, ya que Hércules parece amenazar al espectador más que a dicho animal, que queda en la penumbra.
En este cuadro —uno de los mejores de toda la serie— Zurbarán consigue uno de sus mejores logros como pintor paisajista. La vista del fondo a la derecha —de gran belleza— representa un hermoso lago, reflejando las orillas arboladas, pero a la izquierda el bosque casi desaparece en la sombra. Este paisaje remite a los que se ven en varias obras de Diego Velázquez, y también a algunos de la pintura flamenca.

## Procedencia
1. Madrid, Palacio del Buen Retiro, Salón de Reinos, 1634;
2. Madrid, Palacio de Buenavista, 1810 (?)-1819 (?);
3. Transferido al Real Museo de Pintura y Escultura (actual Museo del Prado) en 1819.[9]